# Antigéngyorsteszt

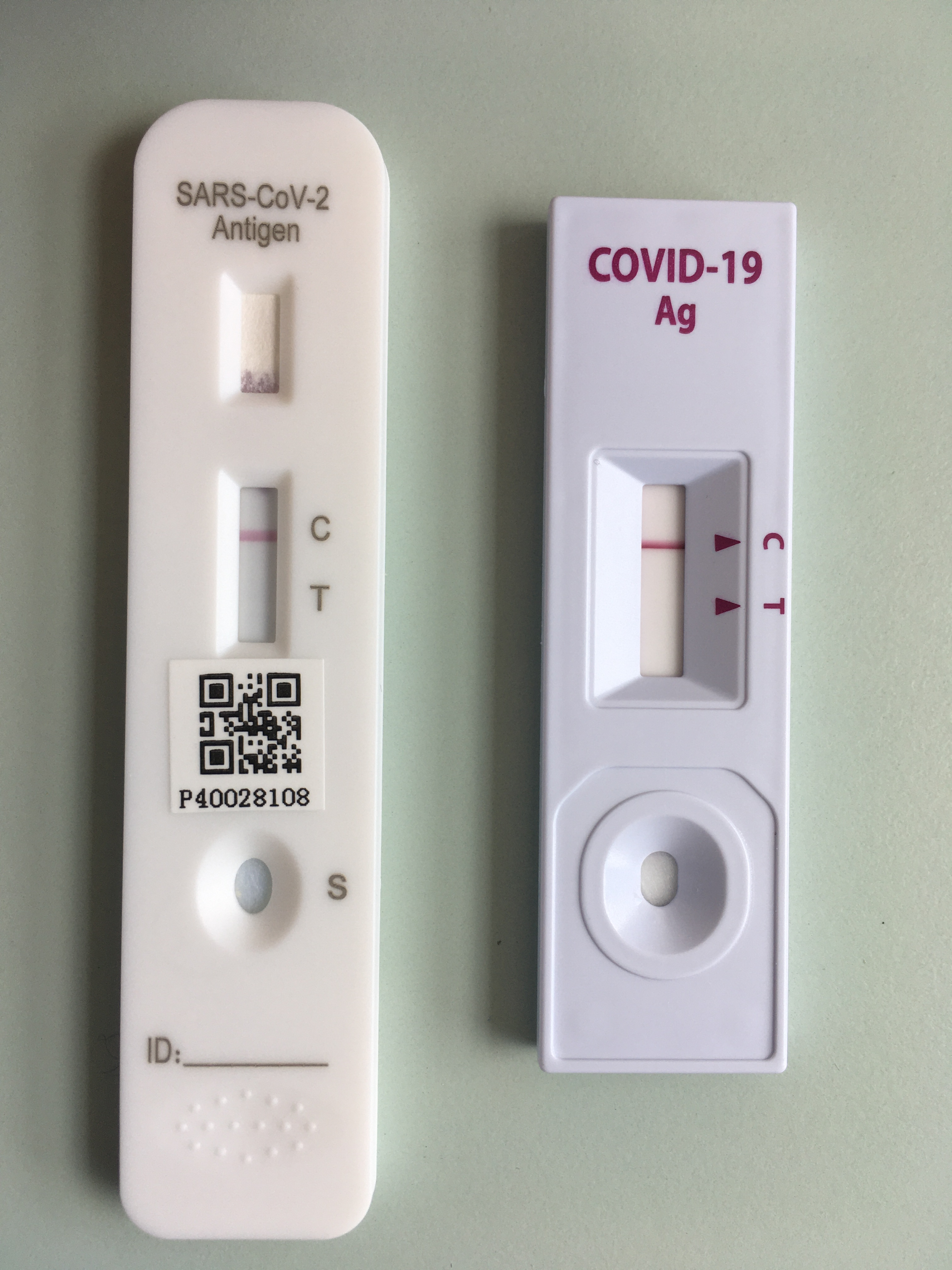
SARS-CoV-2-gyorstesztek. Vírusantigén kimutatására szolgáló laterális áramlási tesztek

Az antigéngyorsteszt (RAT, rapid antigen test; RADT, rapid antigen detection test) amit sokan egyszerűen csak gyorstesztnek neveznek, olyan diagnosztikai teszt, amely alkalmas az ellátás helyén történő vizsgálatra, és amely közvetlenül kimutatja egy antigén jelenlétét vagy hiányát pár perc alatt. A mindennapokban a SARS-CoV-2, a Covid19-et okozó vírus kimutatására terjedt el széleskörűen a fertőzésveszély csökkentésére. 2020 előtt inkább csak az egészségügyben használták. A gyorsteszt a fehérjéket kimutató laterális áramlási tesztek egy fajtája, míg más orvosi tesztek antitesteket (ellenanyagot) vagy nukleinsavakat mutatnak ki, ezt is alkalmazhatják laboratóriumi vizsgálatok során, vagy az ellátás helyén. A gyorstesztek általában 5-30 perc alatt adnak eredményt, minimális képzést vagy infrastruktúrát igényelnek, és jelentős költségelőnyökkel rendelkeznek (előállításuk általában 5 dollár körüli összegbe kerül).

## Felhasználási példák
A RAT-ok vagy RADT-ek gyakori példái:
- Covid19-vizsgálattal kapcsolatos gyorstesztek
- Streptococcus-gyorstesztek (streptococcus antigénekre)[1]
- influenzadiagnosztikai gyorstesztek (RIDT) (influenza vírus antigénekre)
- malária antigén kimutatására szolgáló tesztek (a plazmodium antigénekre)

### Covid19-antigén gyorsteszt jelentősége
A Covid19-antigén gyorstesztek a 2020-as évek elején a laterális áramlási tesztek leggyakoribb felhasználási formájává vált, ezért sokan szinonimaként használják az LTF kifejezést a Covid19-gyorstesztre, míg korábban ez alatt a Streptococcus-gyorstesztet értették. A gyorstesztnek számos előnye van a hagyományos szerológiai vizsgálatokkal szemben: gyorsabb, minimális képzéssel végrehajtható, jelentősen olcsóbbak. A szintén a Covid19 miatt széleskörben elterjedtté váló PCR-tesztek is drágábbak, és bonyolultabbak. Az antigéngyorstesztek lehetővé tették a tömeges tesztelést, akár az egész lakosságra kiterjedően, így járványtani szempontból szinte nélkülönözhetetlen eszközzé vált, például azzal, hogy otthon, vagy kijelölt pontokon bárki meg tudott róla győződni, hogy potenciálisan veszélyes-e másokra, és önkéntesen közösségi távolságtartást tudott tartani (karanténba helyezve magát), azzal nagy mértékben csökkenteni lehetett a vírus terjedését

## Tudományos alapok és a mögöttes biológia
Az antigén- és antitesttesztek gyakran valamilyen típusú immunpróbák (IA), például a belemártós (dipstick) vagy a fluoreszcens immunpróbák, a RAT azonban egy ún. immunkromatográfiás vizsgálat, amely szabad szemmel is látható eredményt ad. Minőségi kémiai vizsgálatnak minősül, de az RAT-tal végzett vizsgálatokban jártas személy könnyen számszerűsítheti az eredményeket. Mivel szűrővizsgálatról van szó, ha a teszt érzékenysége és specificitása viszonylag alacsony, akkor az eredményeket megerősítő vizsgálatok, például PCR-vizsgálat vagy Western blot alapján kell értékelni.
Az antigénteszt eljárásából fakadó előnye az antitesttesztekkel szemben (például az antitesteket kimutató HIV-gyorstesztekkel szemben), hogy a fertőzés kezdete után az immunrendszernek időbe telhet, amíg antitesteket fejleszt, de az idegen antigén azonnal jelen van. Bár minden diagnosztikai tesztnek lehetnek téves negatív eredményei, a lappangási időszak különösen nagyobb számban okoz téves negatív eredményt az antitesttesztek esetében, bár az eltérések nagyban függenek, hogy melyik betegségről és tesztről van szó.

## Fordítás
Ez a szócikk részben vagy egészben  a   Rapid antigen test című angol Wikipédia-szócikk ezen változatának fordításán alapul.  Az eredeti cikk szerkesztőit annak laptörténete sorolja fel. Ez a jelzés csupán a megfogalmazás eredetét és a szerzői jogokat jelzi, nem szolgál a cikkben szereplő információk forrásmegjelöléseként.